# راین سندبرگ
راین دی سندبرگ (۱۸ سپتامبر ۱۹۵۹–۲۸ ژوئیه ۲۰۲۵)، ملقب به " راینو "، بازیکن، مربی و مدیر حرفه‌ای بیسبال آمریکایی بود. او ۱۶ فصل در لیگ برتر بیسبال به عنوان بازیکن دوم برای تیم‌های فیلادلفیا فیلیز (۱۹۸۱) و شیکاگو کابز (۱۹۸۲–۱۹۹۴، ۱۹۹۶–۱۹۹۷) بازی کرد.

سندبرگ پس از شروعی نه چندان درخشان در دوران حرفه‌ای خود، تدریجاً توانست برای خود شهرت و اعتباری کسب کند. پس از آن، سندبرگ خود را به عنوان یکی از نامزدهای همیشگی آل استار و دستکش طلایی تثبیت کرد و از سال ۱۹۸۳ تا ۱۹۹۱، ۱۰ بار به صورت متوالی در آل استار حضور یافت و ۹ بار پیاپی دستکش طلایی را از آن خود کرد. درصد فیلدینگ ۰٫۹۸۹ او در دوران حرفه‌ای‌اش، زمانی که در سال ۱۹۹۷ بازنشسته شد، یک رکورد در لیگ‌های اصلی در بیس دوم بود. او با هفت جایزه سیلور اسلاگر، با خوزه آلتووه، در بیشترین تعداد جایزه سیلور اسلاگر برای یک بازیکن بیس دوم مشترک است. در سال ۲۰۰۵، سندبرگ به تالار مشاهیر ملی بیسبال راه یافت.
سندبرگ پس از دوران بازیگری‌اش، در لیگ‌های پایین‌تر برای تیم‌های کابز و فیلیز مربیگری کرد. پس از مدت کوتاهی خدمت به عنوان مربی پایه برای فیلیز، در اواسط فصل ۲۰۱۳ سرمربی فیلیز شد و تا زمان استعفایش در اواسط فصل ۲۰۱۵ در این سمت خدمت کرد.

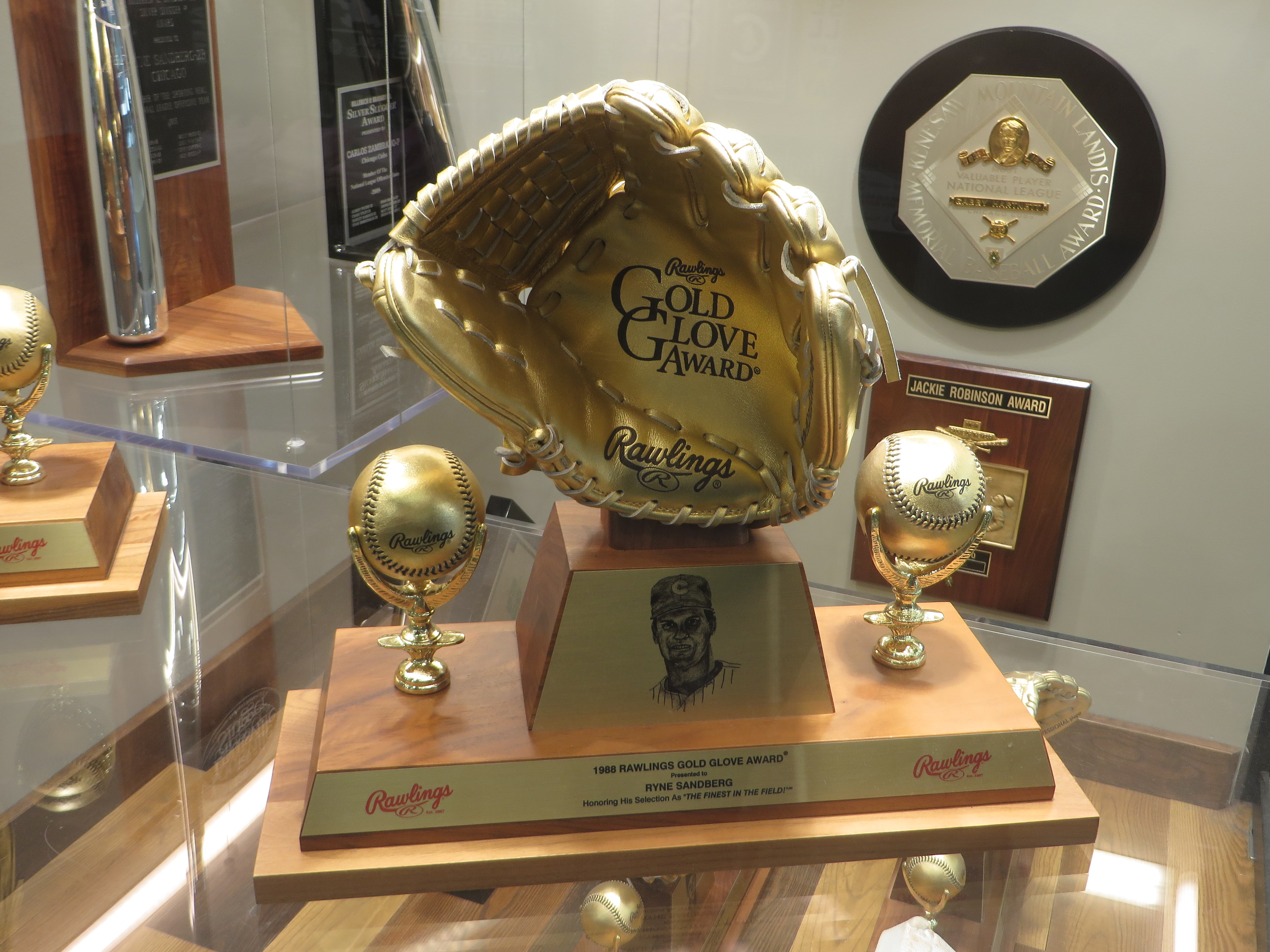
جایزه دستکش طلایی ۱۹۸۸، دریافت شده توسط سندبرگ

## سوابق مدیریتی
| تیم   | سال   | فصل عادی | فصل عادی | فصل عادی | فصل عادی | فصل عادی         | فصل پس از آن | فصل پس از آن | فصل پس از آن | فصل پس از آن |
| تیم   | سال   | بازی‌ها   | برنده    | بازنده   | درصد برد | پایان            | برنده        | بازنده       | درصد برد     | نتیجه        |
| ----- | ----- | -------- | -------- | -------- | -------- | ---------------- | ------------ | ------------ | ------------ | ------------ |
| فیلیز | ۲۰۱۳  | ۴۲       | ۲۰       | ۲۲       | ٫۴۷۶     | چهارم در شرق NL  | –            | –            | –            |              |
| فیلیز | ۲۰۱۴  | ۱۶۲      | ۷۳       | ۸۹       | ٫۴۵۱     | پنجم در شرق هلند | –            | –            | –            |              |
| فیلیز | ۲۰۱۵  | ۷۴       | ۲۶       | ۴۸       | ٫۳۵۱     | استعفا داد       | –            | –            | –            |              |
| مجموع | مجموع | ۲۷۸      | ۱۱۹      | ۱۵۹      | ٫۴۲۸     |                  | –            | –            | –            |              |